# Gunnar Hennetved
Gunnar de Hemmer Hennetved "Eisen" (30. oktober 1907 – 20. juli 1944) var en dansk stikker og korrespondent under Besættelsen. 
Den 20. juli 1944 blev han likvideret af Bent Faurschou-Hviid (med dæknavnet ”Flamme”) fra Holger Danske, da Hennetved havde angivet modstandsmanden Bent Høgsbro Østergaard "Gemüse". Hans lig blev fundet i Tokkekøb Hegn nord for Blovstrød.